# 羅桑般殿丹畢蓉梅
罗桑般殿丹毕蓉梅（藏語：ལྕང་སྐྱ་བློ་བཟང་དཔལ་ལྡན་བསྟན་པའི་སྒྲོན་མེ་，威利转写：lcang skya blo bzang dpal ldan bstan pa'i sgron me；1890年—1957年3月4日），第七世章嘉呼图克图（即第十九世），青海省大通县人。曾任中國國民黨中央監察委員、蒙藏委員會委員、中華民國總統府資政與中國佛教會理事長等，1957年因胃癌病逝於臺大醫院。

## 生平
光绪二十五年（1899年）时，受封为“灌顶普善广慈章嘉呼图克图”。1912年，原封号下加“宏济光明”。以「道行高超湛深教旨」獲同年10月19日臨時大總統令褒揚。徐世昌任中华民国大总统时，又加“召因阐化”。国民革命军北伐后，于1930年担任国民政府蒙藏委员会委员。1935年，当选中国国民党中央监察委员。1937年，又任国民政府委员。1947年，加封“护国净觉辅教大师”，颁金印金册，其荣誉与达赖喇嘛、班禅喇嘛相等，册封令文为：
|  | 福國佑民，本政教之同源；褒德酬庸，迺國家之令典。章嘉呼圖克圖，仁心公溥，慧性澄圓，具救世之精誠；化孚僧俗，拓安邊之宏願，望重蒙旗，入贊中樞，彌彰偉績。著加給「護國淨覺輔教大師」名號。於戲，憲治遐宣，定啟人天之悅豫；蒙疆永固，倍臻民族之蕃昌。式頒冊命，尚其祇承。 |

1947年，他当选为第一届国民大会代表。1948年，被蒋中正聘為首批總統府資政。
1949年，任中国佛教会理事长。
1952年，為唐代高僧玄奘大師頂骨歸還一事，代表政府向日本交涉，後來果然成功歸還，奉安玄奘靈骨於日月潭畔玄奘寺。
1955年6月初至7月初，率「中國佛教會視導弘法團」全臺弘法。

1957年3月4日因胃癌示寂於臺大醫院，世壽68歲。中华民国總統蔣中正颁贈“褒扬令”以表彰其贡献：
|  | 護國淨覺輔教大師章嘉呼圖克圖，瑞嶺隆祥，宋崖顯慧，潛修密院，光肇藏宗，曩昔杖錫中原，宣化蒙旗，宏揚教義，所至緇素景從，先後任國民政府委員及蒙藏委員會委員，竭誠翊贊中樞，歷經抗戰戡亂，屢值亂寇匪共脅誘兼施，迄不為動。年來號召邊遠俊彥，聲張大義，屏斥異端，對國內外揭發共匪陰謀罪行，不遺餘力。正期輔佐中興，不意遽歸大化。當屆圓寂之際，猶為國祈福，籲祝收京，緬懷績範，悼惜彌深，應予明令褒揚，用示政府崇功報德之至意。此令。 |

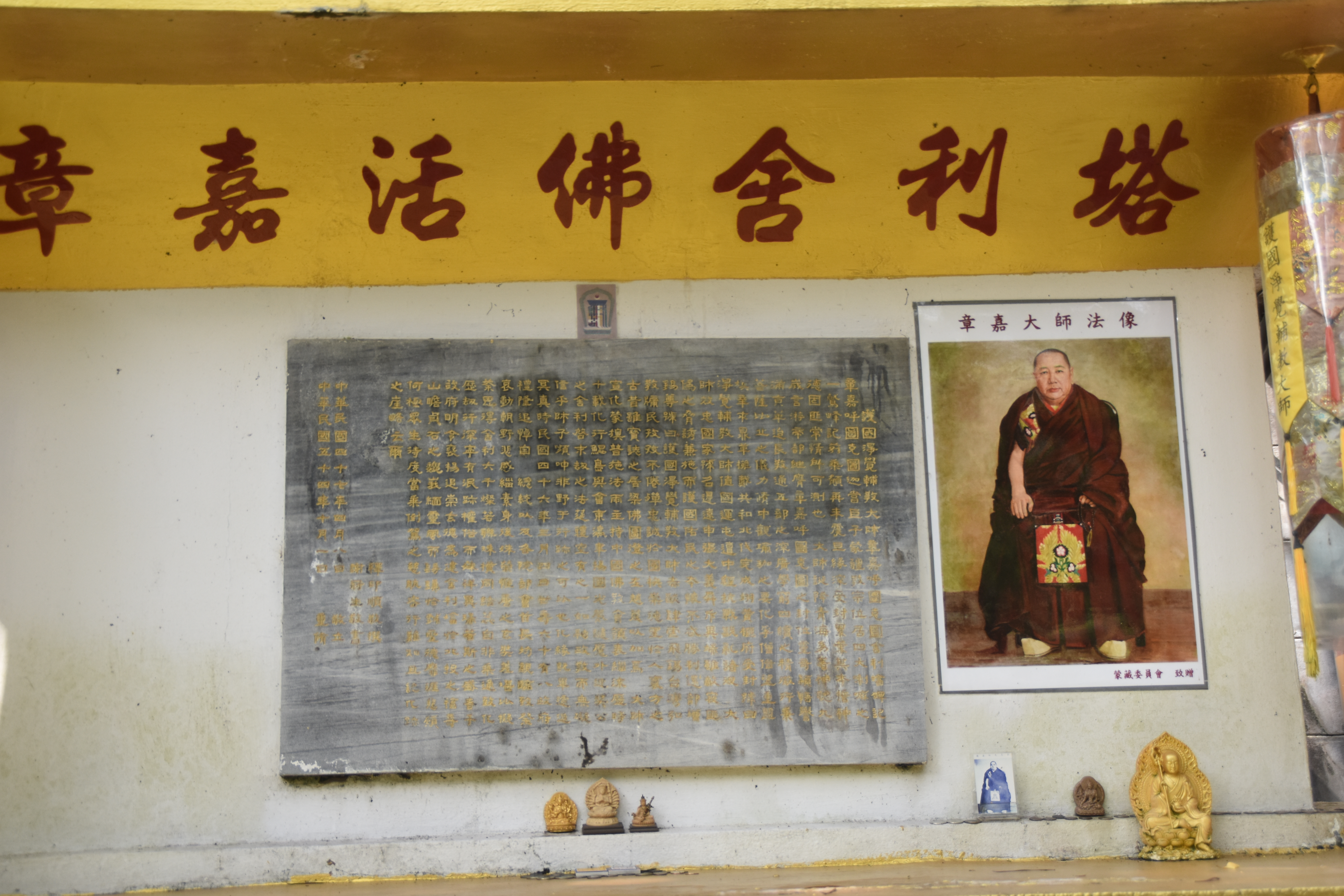
章嘉活佛舍利塔塔蹟內，活佛聖像及紀念碑文。

其靈龕在北投火化，舍利多達六千餘顆。遺體進行火化當中，有不可思議之瑞相出現 。本世章嘉活佛舍利塔塔蹟於1959年建於臺北市北投區中和禪寺後山步道旁（荼毘原址），舍利塔建築形制莊嚴，屬印度傳統佛塔形制，塔身部分採平面圓形覆缽體，上端置有塔剎，下端則有須彌座承托，如同寶塔，塔座有八吉祥雕飾花紋，構造精巧，塔上書有「章嘉活佛舍利塔」，並有活佛照片、碑文等，構造物本身塔身與塔座狀況尚完好，塔內舍利子於佛塔覆缽中佛像下方之涵洞（舍利子係2013年1月2日重新迎回供奉），塔座仍保留雕飾花紋，構造精巧，參拜時依禮繞塔七周。 2006年，臺北市政府將舍利塔登錄為歷史建築。
据传第七世章嘉圆寂前曾親筆簽署在「反攻大陸」以前不再转世，故而中華民國政府在其圓寂後不再認定章嘉转世系统。1998年8月11日，第十四世达赖喇嘛在印度达兰萨拉寻访并重新确立丹增頓由益西嘉措为第八世（即“第20世”）章嘉，但此人并未受中华民国政府、中华人民共和国政府的官方承认。現位於台北市大安區青田街八巷三號的蒙藏文化館即第七世章嘉大師在臺駐錫地。

### 引用
1. ↑  . 中華民國政府. 1912-10-20.
2. 1 2  .   [2022-10-31]. （原始内容存档于2022-10-31）.
3. ↑  .   [2022-10-31]. （原始内容存档于2022-10-31）.
4. ↑   （页面存档备份，存于）林, 高志. . 台北市: 個人. 2016: 326. ISBN 978-957-43-3757-6.
5. ↑  .   [2017-07-19]. （原始内容存档于2019-05-28）.

## 外部連結
- 護國淨覺輔教大師章嘉呼圖克圖舍利塔碑記 （页面存档备份，存于）